# Walter Frederick Morrison
Walter "Walt" Frederick "Fred" Morrison (født 23. januar 1920 i Richfield, Utah, død 9. februar 2010 i Monroe, Utah) var en amerikansk iværksætter, der er kendt som frisbee'ens opfinder.

## De tidligere år
| Citat | Høj, med en spinkel atletisk bygning; nysgerrig, med et knivskarpt sind forfinet af vestlig humor; umådeligt generøs med det største, venligste, varmeste, menneskekærlige hjerte. Fred, der ikke var kendt for at være ydmyg, var ikke desto mindre selvudslettende: han indrømmede uden videre, at han ikke så alt for godt ud. (Han var også i fjern familie med Marion Morrison…bedre kendt som John Wayne.) | Citat |
| — Phil Kennedy, medforfatter til Flat Flip Flies Straight!: True Origins of the Frisbee®, om Morrison i en nekrolog den 11. februar 2010 | |       |

Walter Frederick Morrison var søn af Walter Florian Morrison, der arbejdede som optiker og havde en forkærlighed for mindre opfindelser, og hans kone Leona Christiansen. I forbindelse med Morrisons berømmelse blev hans far ad flere omgange fejlagtigt krediteret for at have opfundet den forseglede forlygte (engelsk: sealed-beam headlamp), der var den lovmæssige standard for amerikanske biler fra 1940 til 1984. Han udtog ikke desto mindre adskillige patenter, herunder en segmenteret parabolsk reflektor til lyskilder i f.eks. motorkøretøjer den 20. oktober 1925, men har altså aldrig påstået at have opfundet det klassiske forlygtedesign.
Morrison var født og voksede op i Richfield, Utah, der dengang som i dag var et hovedsaglig hvidt og konservativt landbrugssamfund i det såkaldte mormonbælte i USA. Morrison var fra tidlig alder fascineret af flyvning, hvilket indebar at bygge drager, og genkaldte sig, at han med familiens flytning til Los Angeles, da han var 11, udviklede en vane med at stå bag hegnet lørdag morgen og se på flyvemaskinerne i lufthavnen i Glendale. En dag var en pilot færdig med at vaske en flyvemaskine og tilbød Morrison at komme med på en flyvetur, så den kunne tørre i vinden. Morrison kravlede over hegnet, lettede og var siden den dag afhængig af flyvning.

## Krigstjeneste og iværksætteri
Under en Thanksgiving-fejring i en baghave i det sydlige Californien i 1937 kastede Morrison og high school-kæresten, Lucille Nay, med et låg fra en dåse popcorn og opdagede, at dets udformning forårsagede aerodynamisk opdrift, når de sendte det roterende gennem luften med et svirp med håndleddet. Eftersom låget hurtigt fik buler, skiftede de inden længe Morrisons mors tærteforme af metal, der var mere holdbare. I 1938 kastede de med en tærteform på stranden, da en forbipasserende tilbød at købe den af dem for 25 cent. Tærteformen havde kun kostet dem fem cent, så inden længe solgte Morrison sine "flyvende tærteforme" på strande og i parker i Santa Monica med en hæderlig fortjeneste, og Morrison viste en naturlig sælgers charme. De tjente nok på deres lille foretagende til at gifte sig den 3. april 1939.
| Citat                                                                                | Det fik det til at løbe rundt ... for du kunne købe en tærteform for fem cent, og hvis folk på stranden var villige til at betale 25 cent for den, ja – så var der en forretning. | Citat |
| — Morrison til The Virginian-Pilot i anledning af frisbee'ens 50-års-jubilæum i 2007 | |       |

Under 2. verdenskrig tjente Morrison som jagerpilot i det amerikanske luftvåben, hvor han lærte om aerodynamik og fløj P-47 Thunderbolt-jagerbomber i Europa. Han endte krigen med at tilbringe 48 dage i en nazitysk krigsfangelejr – sandsynligvis Stalag Luft III og ikke, som visse kilder skriver, den fiktive "Luft-Stalag 13" fra Hogans helte – efter at være blevet skudt ned over Posletten i Italien den 19. marts 1945.

Tilbage på vestkysten i 1946 genoptog Morrison sit tidligere arbejde som tømrer og meldte sig ind i tømrerlavet. Han og konen flyttede desuden til San Luis Obispo, hvor de i en overgang boede i et telt. Om dagen hamrede han og om natten udviklede han sin første prototype, den såkaldte Whirlo-Way, opkaldt efter den legendariske væddeløbshest. To år senere sikrede han sig finansiering fra en anden tidligere pilot, Warren Franscioni, til at fremstille en plastudgave, og i 1948, da det blev antaget, at fremmede væsener af en eller anden grund ville ankomme med en sådan, fik skiven navn efter den flyvende tallerken (engelsk: Flyin' Saucer). Den endte med ikke at sælge tilfredsstillende, om end den umiddelbare modtagelse var overvældende, og blev til liden nytte for de to mænd hånet rundt omkring på messeområder og karnevaller, og partnerskabet opløstes i 1950. Morrison forfinede skiven yderligere, prægede den med navnene på planerne i solsystemet i et forsøg på at profitere på datidens fascination af rummet, og ændrede i 1955 dens navn til Pluto-tallerkenen (engelsk: Pluto Platter).
| Citat                                                         | Pluto-tallerkenen var mere aerodynamisk, med mere vægt i kanten ... Den var glattere – uden ribber der stak op – og en smule større, så den fløj bedre. | Citat |
| — Phil Kennedy til CNN i forbindelse med Morrisons død i 2010 | |       |

## Den moderne frisbee
Morrison solgte den 23. januar 1957 rettighederne til at fremstille og markedsføre den til Wham-O, en legetøjsvirksomhed i Californien, der også lancerede blandt andet hulahopringen og hacky sack'en. Tilsyneladende inspireret af de collegestuderende i New England, der kastede med lågene på tærteformene fra Frisbie Pie Company i Bridgeport, Connecticut på en tilsvarende måde, omdøbte Wham-O i 1958 skiven til det efterhånden mundrette navn Frisbee. Den 30. september samme år blev Morrison tildelt et patent på sit "flyvende legetøj", herunder den yderste tredjedel af skiven, kaldet Morrison-hældningen (engelsk: Morrison Slope), og Wham-O endte med at betale Morrison livslange royalties af en så betragtelig størrelse, at han, efterhånden som frisbeefænomenet for alvor tog fart i midten af 1960'erne, kunne opsige det job som bygningsinspektør, han havde haft fra 1961 til 1967 og leve videre af indtægterne alene.
Efterfølgende forblev han i Los Angeles, skønt han ikke fandt samme succes med andre ideer. For Wham-O opfandt Morrison også en legetøjsbowlingkugle og en ispindemaskine, en plastform, man kunne fylde med saft og fryse ned, men ingen af dem opnåede samme succes som frisbee'en. I løbet af årene, der gik, opstod der også uundgåeligt juridiske tvister. Han vendte tilbage til Utah, hvor han i en periode ejede en lufthavn og et motel, og i de senere år avlede og red han væddeløbsheste og fløj rundt i de flyvemaskiner, som han havde været fascineret af alle de år tidligere. I 1964 videreudviklede og 1967 patenterede Wham-O's ansvarlige for forskning og udvikling, Ed Headrick, designet med tilføjelsen af et bånd af koncentriske riller i frisbee'ens overflade, de såkaldte Headricks ringe (engelsk: Rings of Headrick), der ifølge virksomheden selv forbedrede dens stabilitet, fart og overordnede flyveevne og sendte Pluto-tallerkenen på pension. Som resultat af dette blev frisbee'en egnet til konkurrencesportsgrene, og Wham-O markedsførte den efterfølgende som professionelt sportsudstyr, hvilket stimulerede tilblivelsen af sportsgrene som discgolf og holdsporten ultimate.

## Sygdom og død
Morrison døde af lungekræft og fremskreden alder på sin 80 acre store ranch i Monroe, Utah den 9. februar 2010. Advokat og medlem af Repræsentanternes hus, Kay McIff, der havde repræsenteret Morrison i en retssag om royalties, tilskrev frisbee'ens succes til dens enkle udseende og anvendelse, da han udtalte:
| Citat | Det enkle lille legetøj har bredt sig til alle kontinenter i alle lande. Lige så mange hjem har Frisbee'er som enhver anden genstand nogensinde opfundet. Hvordan ville du klare dig gennem din ungdom uden at lære at kaste en Frisbee? | Citat |
|       | |       |

På den officielle Frisbee-hjemmeside hyldede Wham-O ham med ordene:
| Citat | Ligesom Frisbee-disce bliver ved med at flyve gennem luften og bringer smil til ansigter, lever Freds ånd videre. Jævn flyvning, Fred. | Citat |
|       | |       |

Morrison blev efter eget ønske kremeret, og en forsamling af venner og familie fandt sted 13. februar 2010 i Elsinore, der tidligere hed "Lille Danmark" og blev grundlagt af danske udvandrere omkring 1880.

## Eftermæle
I 2006 udgav Morrison bogen Flat Flip Flies Straight!: True Origins of the Frisbee, som han skrev sammen med Phil Kennedy, der var en ivrig frisbeesamler. Bogen er lige dele selvbiografi og samlervejledning, og Morrison fortalte i forbindelse med udgivelsen til den lokale avis The Richfield Reaper, at han skrev den for at rette op på nogle af de fejlagtige fremstillinger og myter omkring såvel tilblivelsen af den moderne frisbee som hans eget levnedsløb. Da Headrick døde i 2002, var der en del aviser, der beskrev ham som frisbee'ens opfinder – en opfattelse der blev forstærket af hans ønske om, at hans aske blev formet til en række samlefrisbee'er. Både Kennedy og Morrison var skeptiske over for virkningerne af Headricks ringe på den moderne frisbee, hvorom Kennedy har sagt:
| Citat | Der er mange kontroverser om det ... Jeg ved ikke, om de lavede nogen vindtunneltest for at afgøre, om der var en ændring, eller nogen forbedring af dens aerodynamik. | Citat |
|       | |       |

Morrison var grundlæggende af samme holdning, men tilsyneladende noget mere forsonende over for Headricks indrømmede betydning for frisbee'ens popularitet, da han udtalte, at der udelukkende var tale om:
| Citat | ... designændringer ... Ingen af dem er mekaniske. Det de gjorde var at tage en barnagtigt udseende Pluto-tallerken og Headrick moderniserede den – gav den et mere voksent udtryk, gudskelov. | Citat |
|       | |       |

Walter Frederick Morrison-discgolfbanen i Creekside-parken i Holladay, Utah er desuden opkaldt efter Morrison.

## Familie
Morrisons ægteskab med Nay endte i 1970 efter anden skilsmisse – de blev skilt i 1969 og i 1970 gift og skilt endnu en gang. Hun døde i 1987. Han er overlevet af en søn, Walt, to døtre, Judy og Christie, og fire børnebørn.

## Forfatterskab
- Morrison, Walter Frederick; Kennedy, Phil (2006). Flat Flip Flies Straight!: True Origins of the Frisbee. Wethersfield, Connecticut: Wormhole Publishers. ISBN 978-09-7745-174-6.